# Hamar Lázár
Hamar Lázár (Futásfalva, Háromszék megye, 1780. december 24. – Recsk, 1846. szeptember 26.) római katolikus plébános.

## Élete
Iskoláit Kolozsvárt járta. 1803-ban kispap lett és 1806-ban áldozópappá szentelték föl. Nyolc hónapi segédlelkészkedés után előbb domaházi, azután tarnamérai plébánossá nevezték ki. Ez utóbbi javadalmat később a recskivel cserélte föl az egri püspöki egyházmegyében.

## Munkája
- Carmen excell., ill. ac rev. dno Ladislao Pyrker de Felső-Eőr, metrop. ecclesiae Agriensis archiepiscopo ... dum archidioecesis suae, simul ac eorundem comitatuum regimen solemni ritu capesseret. Agriae, 1827.